# 矶崎公美
矶崎公美（日语：／ Isozaki Hiromi，1965年3月20日—），日本女子短跑运动员。她曾在1982年亚洲运动会期间获得女子200米、400米、4×100米接力和4×400米接力这四个项目的金牌。